# غاري إي. ستيفنسون
غاري إي. ستيفنسون (بالإنجليزية: Gary E. Stevenson)‏ هو قسيس أمريكي، ولد في 5 أغسطس 1955 في أوغدن في الولايات المتحدة.